# Derek Roy
Pour les articles homonymes, voir Roy.
Derek Roy (né le 4 mai 1983 à Ottawa dans la province d'Ontario au Canada) est un joueur professionnel canadien de hockey sur glace. Il évolue au poste de centre.

## Carrière

### Carrière en club
En 1999, il débute dans la Ligue de hockey de l'Ontario avec les Rangers de Kitchener. Il a remporté la coupe Memorial 2003 en tant que capitaine des Rangers après avoir été élu meilleur joueur des phases finales. Il a été repêché par les Sabres de Buffalo lors du repêchage d'entrée dans la LNH 2001, à la 32e position. En 2003, il passe professionnel en jouant ses premiers matchs dans la Ligue nationale de hockey avec les Sabres. Parallèlement, il s'aguerrit dans la Ligue américaine de hockey avec les Americans de Rochester.
Lors d'un match contre les Panthers de la Floride, le 23 décembre 2010, Derek subit une déchirure à un tendon de la cuisse après une mise en échec de Dmitri Koulikov. Cette blessure lui force à passer une opération. Il manque 6 mois, dont la fin de la saison et les séries éliminatoires.
Le 2 juillet 2012, il est échangé aux Stars de Dallas en retour de Steve Ott et Adam Pardy.
Le 2 avril 2013, il est échangé de nouveau aux Canucks de Vancouver en retour d'un joueur de la Ligue américaine de hockey Kevin Connauton et un choix de deuxième tour au repêchage de 2013.
Étant agent libre au terme de la saison 2012-2013, il signe une entente, le 11 juillet 2013, d'une saison avec les Blues de Saint-Louis lui rapportant 4 millions de dollars.

### Carrière internationale
Il représente l'équipe du Canada de hockey sur glace. En 2008, il participe à son premier championnat du monde senior.

## Statistiques
| Saison     | Équipe                 | Ligue      |     | Saison régulière | Saison régulière | Saison régulière | Saison régulière | Saison régulière |   | Séries éliminatoires | Séries éliminatoires | Séries éliminatoires | Séries éliminatoires | Séries éliminatoires |
| Saison     | Équipe                 | Ligue      | PJ  | B                | A                | Pts              | Pun              | PJ               | B | A                    | Pts                  | Pun                  |                      |                      |
| 1999-2000  | Rangers de Kitchener   | LHO        | 66  | 34               | 53               | 87               | 44               | 5                | 4 | 1                    | 5                    | 6                    |                      |                      |
| 2000-2001  | Rangers de Kitchener   | LHO        | 65  | 42               | 39               | 81               | 114              | -                | - | -                    | -                    | -                    |                      |                      |
| 2001-2002  | Rangers de Kitchener   | LHO        | 62  | 43               | 46               | 89               | 92               | 4                | 1 | 2                    | 3                    | 2                    |                      |                      |
| 2002-2003  | Rangers de Kitchener   | LHO        | 49  | 28               | 50               | 78               | 73               | 21               | 9 | 23                   | 32                   | 14                   |                      |                      |
| 2003-2004  | Americans de Rochester | LAH        | 26  | 10               | 16               | 26               | 20               | 16               | 6 | 8                    | 14                   | 18                   |                      |                      |
| 2003-2004  | Sabres de Buffalo      | LNH        | 49  | 9                | 10               | 19               | 12               | -                | - | -                    | -                    | -                    |                      |                      |
| 2004-2005  | Americans de Rochester | LAH        | 67  | 16               | 45               | 61               | 60               | 9                | 6 | 5                    | 11                   | 6                    |                      |                      |
| 2005-2006  | Americans de Rochester | LAH        | 8   | 7                | 13               | 20               | 10               | -                | - | -                    | -                    | -                    |                      |                      |
| 2005-2006  | Sabres de Buffalo      | LNH        | 70  | 18               | 28               | 46               | 57               | 10               | 3 | 6                    | 9                    | 10                   |                      |                      |
| 2006-2007  | Sabres de Buffalo      | LNH        | 75  | 21               | 42               | 63               | 60               | 16               | 2 | 5                    | 7                    | 14                   |                      |                      |
| 2007-2008  | Sabres de Buffalo      | LNH        | 78  | 32               | 49               | 81               | 46               | -                | - | -                    | -                    | -                    |                      |                      |
| 2008-2009  | Sabres de Buffalo      | LNH        | 82  | 28               | 42               | 70               | 38               | -                | - | -                    | -                    | -                    |                      |                      |
| 2009-2010  | Sabres de Buffalo      | LNH        | 80  | 26               | 43               | 69               | 48               | 6                | 0 | 2                    | 2                    | 4                    |                      |                      |
| 2010-2011  | Sabres de Buffalo      | LNH        | 35  | 10               | 25               | 35               | 16               | 1                | 0 | 1                    | 1                    | 0                    |                      |                      |
| 2011-2012  | Sabres de Buffalo      | LNH        | 80  | 17               | 27               | 44               | 54               | -                | - | -                    | -                    | -                    |                      |                      |
| 2012-2013  | Stars de Dallas        | LNH        | 30  | 4                | 18               | 22               | 4                | -                | - | -                    | -                    | -                    |                      |                      |
| 2012-2013  | Canucks de Vancouver   | LNH        | 12  | 3                | 3                | 6                | 2                | 4                | 0 | 1                    | 1                    | 2                    |                      |                      |
| 2013-2014  | Blues de Saint-Louis   | LNH        | 75  | 9                | 28               | 37               | 30               | 4                | 0 | 1                    | 1                    | 0                    |                      |                      |
| 2014-2015  | Predators de Nashville | LNH        | 26  | 1                | 9                | 10               | 2                | -                | - | -                    | -                    | -                    |                      |                      |
| 2014-2015  | Oilers d'Edmonton      | LNH        | 46  | 11               | 11               | 22               | 22               | -                | - | -                    | -                    | -                    |                      |                      |
| 2015-2016  | CP Berne               | LNA        | 39  | 9                | 21               | 30               | 26               | 13               | 3 | 9                    | 12                   | 42                   |                      |                      |
| 2016-2017  | Avangard Omsk          | KHL        | 21  | 5                | 7                | 12               | 20               | -                | - | -                    | -                    | -                    |                      |                      |
| 2016-2017  | Traktor Tcheliabinsk   | KHL        | 34  | 6                | 4                | 10               | 24               | 6                | 0 | 2                    | 2                    | 4                    |                      |                      |
| 2017-2018  | Linköpings HC          | SHL        | 45  | 12               | 23               | 35               | 24               | 7                | 2 | 5                    | 7                    | 8                    |                      |                      |
| 2018-2019  | Linköpings HC          | SHL        | 49  | 8                | 34               | 42               | 28               | -                | - | -                    | -                    | -                    |                      |                      |
| 2019-2020  | EHC Munich             | DEL        | 10  | 0                | 7                | 7                | 8                | -                | - | -                    | -                    | -                    |                      |                      |
| 2020-2021  | EHC Munich             | DEL        | 12  | 4                | 5                | 9                | 4                | 2                | 0 | 0                    | 0                    | 0                    |                      |                      |
| Totaux LNH | Totaux LNH             | Totaux LNH | 738 | 189              | 335              | 524              | 391              | 49               | 7 | 20                   | 27                   | 36                   |                      |                      |

| Année | Équipe     | Évènement                   |   | PJ | B | A  | Pts | Pun | +/-                |  | Résultat |
| 2003  | Canada U20 | Championnat du monde junior | 6 | 1  | 2 | 3  | 4   | +2  | Médaille d'argent  |  |          |
| 2008  | Canada     | Championnat du monde        | 9 | 5  | 5 | 10 | 6   | +4  | Médaille d'argent  |  |          |
| 2009  | Canada     | Championnat du monde        | 9 | 4  | 4 | 8  | 4   | +1  | Médaille d'argent  |  |          |
| 2018  | Canada     | Jeux olympiques             | 6 | 2  | 5 | 7  | 8   | -2  | Médaille de bronze |  |          |

## Trophées et honneurs personnels
- Coupe Memorial 2003 : trophée Stafford-Smythe